# South Sea Rose
South Sea Rose (bra Rosa dos Mares do Sul, ou Sedento de Amor) é um filme estadunidense de 1929 distribuido pela extinta Fox Film Corporation, do gênero comédia dramática, produzido e dirigido por Allan Dwan, com roteiro de Sonya Levien e Elliott Lester baseado na peça teatral La Gringa, de Tom Cushing.
Esse filme é a segunda colaboração entre Dwan e a estrela Lenore Ulrich, sendo o primeiro o drama Frozen Justice. A maior parte do elenco e equipe deste foi trazida para o novo filme. 

## Elenco
- Lenore Ulric – Rosalie Durnay
- Charles Bickford – Capitão Briggs
- Kenneth MacKenna – Doutor Tom Winston
- J. Farrell MacDonald – Hackett
- Elizabeth Patterson – Sarah
- Tom Patricola – Willie Gump
- Ilka Chase – A Criada
- George MacFarlane – O Dono da Taberna
- Ben Hall – O Menino da Cabana
- Daphne Pollard – Sra. Nott
- Roscoe Ates – O Cozinheiro do Navio
- Charlotte Walker – A Madre Superiora
- Emile Chautard – O Tio de Rosalie